# Parcul național Great Smoky Mountains

Parcul Național Great Smoky Mountains este un parc național din Statele Unite care încalcă liniile culmilor din Munții Great Smoky, care fac parte din Blue Ridge Mountains, apaținand diviziunii lanțului montan Appalachian . Granița dintre Tennessee și Carolina de Nord ruleaza la nord-est , sud-vest, prin linia centrală din parc. Este cel mai vizitat parc național din Statele Unite. Pe traseul de la Maine în Georgia, de asemenea, Appalachian Trail trece prin centrul parcului. Parcul a fost înființat de către Congresul Statelor Unite în 1934 și dedicat oficial de președintele Franklin Delano Roosevelt în 1940 . Aceasta cuprinde 814 de mile pătrate (2108 km ²), ceea ce îl face unul dintre cele mai mari zone protejate în estul Statelor Unite. Principalele intrări în parc sunt situate pe autostrada US 441 (Newfound Gap Road), în orașe din Gatlinburg, Tennessee, și Cherokee, Carolina de Nord.

## Istorie
Înainte de sosirea colonistilor Europeni , regiunea a fost parte din patria  indienienilor Cherokee. Primii imigranți au început să se așeze în acest loc în secolul 18 si începutul secolului 19. În 1830 Președintele Andrew Jackson a semnat actul de eliminare a tuturor indienilor din zonă, începând procesul care a dus la eliminarea forțată a tuturor triburilor indiene la est de Mississippi River ,unde este acum Oklahoma. Mulți din  indienii din tribul Cherokee au plecat, dar unii, conduși de  războinicul Tsali, s-au ascuns în zona care este acum Parcul National Great Smoky Mountains. Unii dintre descendenții acestora trăiesc acum în rezervația Qualla , in sudul parcului.
Cum  coloniștii au început să se mute, s-a dezvoltat o mare industrie la munte, și, o linie de cale ferată, Little River Railroad, a fost construită la sfârșitul secolului 19 pentru a transporta lemnul în regiuni îndepărtate din zonă. Scopul stilului Taie-și-execută  a fost distrugerea  frumuseții naturale a zonei, pentru ca vizitatori și localnicii împreună să strângă bani pentru conservarea  terenului. Serviciul Parcurilor Nationale din SUA a vrut un parc în estul Statelor Unite, dar nu au vrut să cheltuie bani pentru a crea unul. John D. Rockefeller, Jr. a contribuit cu 5 milioane dolari, Guvernul SUA a adăugat 2 milioane dolari, iar cetățeni din Tennessee și  Carolina de Nord s-au reunit pentru a construi parcul, bucată cu bucată. Parcul a fost stabilit oficial pe 15 iunie 1934. 
Parcul a fost desemnat o Rezervație Internatională a Biosferei în anul 1976, a fost certificată ca un Patrimoniu Mondial UNESCO în anul 1983, și a devenit o parte din zona de sud a Rezervației Biosferei Appalachian în anul 1988.

## Caracteristici fizice
Înaltimea în parc variază de la 876 de picioare (267 m), la gura de vărsare a Abrams Creek la 6643 de picioare (2025 m), la vârdul Clingmans Dome. În parc-un total de șaisprezece munti ajung a o înălțime mai mare de 6000 de picioare (1829 m). Gama largă de înălțimi imită  modificări ale latitudinii găsite pe întreaga suprafață de est a Statelor Unite. Într-adevăr, să escaladezi muntele  este comparabil cu o excursie de la Tennessee în Canada.
Varietatea de înălțimi, cu precipitații abundente, precum și  prezența pădurilor bătrâne dă  parcului o  neobișnuită bogăție. Circa 10000 de specii de plante și animale sunt cunoscute de a trăi în parc, și estimativ un supliment nedocumentat de 90000  specii pot fi de asemenea fi prezente. Parcul numara mai mult de 200 de specii de păsări, 66 specii de mamifere, 50 specii de pești, 39 de specii de reptile, și 43 de specii de amfibieni, inclusiv multe salamandre.
Peste 100 de specii de copaci cresc în parc. Cele mai joase regiuni de păduri sunt dominate de copaci cu frunze care cad. La altitudini mai mari, pădurile cu frunze căzătoare lasă loc coniferelor ca Fraser Fir. În plus, parcul are peste 1400 de specii de plante cu flori si peste 4000 de specii de plante care nu înfloresc.

## Atracții și activități
Parcul Național Great Smoky Mountains este o mare atracție turistică a regiunii; peste 9 milioane de excursii ale turistilor au fost înregistrate în 2003, dublu față de orice alt parc national.
Principalele două centre de intrare a vizitatorilor in interiorul parcului sunt: Centrul vizitatorilor de la Sugarlands, de langă intrarea din Gatlinburg  și Centrul de vizitatori Oconaluftee, apropiat de Cherokee, Carolina de Nord, la est de intrarea în parc.
Parcul are o serie de atracții istorice. Cel mai bine conservat dintre acestea (și, cel mai popular) este Cades Cove, o vale cu un număr de clădiri istorice conservate, incluzând cabane, hambare, si biserici. Cades Cove  este cea mai frecventată destinație din parcul național. Tururi auto-ghidate de masină oferă vizitatorilor o bucățică din modul de viață al triburilor vechi Appalachia. Alte zone istorice din parc sunt: Roaring Fork, Cataloochee, Elkmont, si Muzeul Mountain Farm and Mingus Mill din Oconaluftee.

## Drumeții
Există 850 mile (1368 km) de trasee și drumuri neasfaltate în parc, pentru drumeții, inclusiv șaptezeci de mile din Traseul Appalachian. Muntele Le Conte este una dintre cele mai frecventate destinații din parc. Altitudinea maximă este de 2010 m - al treilea varf ca înălțtime din parc și, măsurat de la baza la cel mai înalt vârf,este cel mai inalt munte la est de Raul Mississippi. Pestera sa ALUM Trail, care este cel mai des folosit din cele cinci trasee pentru a străbate parcul, oferă multe peisaje si atracții naturale unice, cum ar fi Pestera ALUM Bluffs și Arch Rock.
Drumeții pot petrece o noapte la cabana LeConte, situată în apropierea vârfului, care dispune de cabine și camere de închiriat (cu excepția sezonului rece). Accesibil numai pentru turiști, acesta este singurul loc privat de cazare disponibil în interiorul parcului.
În plus față de drumețiile pe timp de zi, parcul național oferă oportunități pentru backpacking și camping, în special, prin plasarea de adăposturi de-a lungul traseului Appalachian; locuri pentru amenajarea cortului fiind, de asemenea, răspândite pe întreg teritoriul parcului.

## Alte activități
După drumeții si simpla admirare a peisajelor, pescuitul este cea mai populară activitate în parcul național. Apele parcului au  o bună reputație datorită peștilor păstrăv, precum și a pescuitului in aceasta regiune. Păstrăvul de pârâu este pește nativ al acestei ape, în timp ce speciile de păstrăv maro si violet au fost introduse în zonă și sunt aprovizionate regulat. Datorită secetei din ultimii ani care a dus la uciderea câtorva mii de pești, acum există reglementări stricte cu privire la modul de pescuit. Călăritul (oferit de Parcul National pe trasee limitate), mersul pe bicicletă (biciclete disponibile pentru inchiriere fiind oferite de Cades Cove) și scunfundări in apă sunt de asemenea activități practicate în parc.